# Pliešovce
Pliešovce (allemand : Pleischwitz, hongrois : Tótpelsőc) est un village de Slovaquie situé dans la région de Banská Bystrica.

## Histoire
La première mention écrite du village date de 1332.

## Démographie

### Évolution de la population
| Année:               | 1994. | 2004.   | 2014.   | 2024.   |
| -------------------- | ----- | ------- | ------- | ------- |
| Nombre de personnes: | 2259  | 2203    | 2279    | 2262    |
| Différence:          |       | -2,47 % | +3,44 % | -0,74 % |

| Année:               | 2023. | 2024.   |
| -------------------- | ----- | ------- |
| Nombre de personnes: | 2265  | 2262    |
| Différence:          |       | -0,13 % |